# Кассини (космический аппарат)

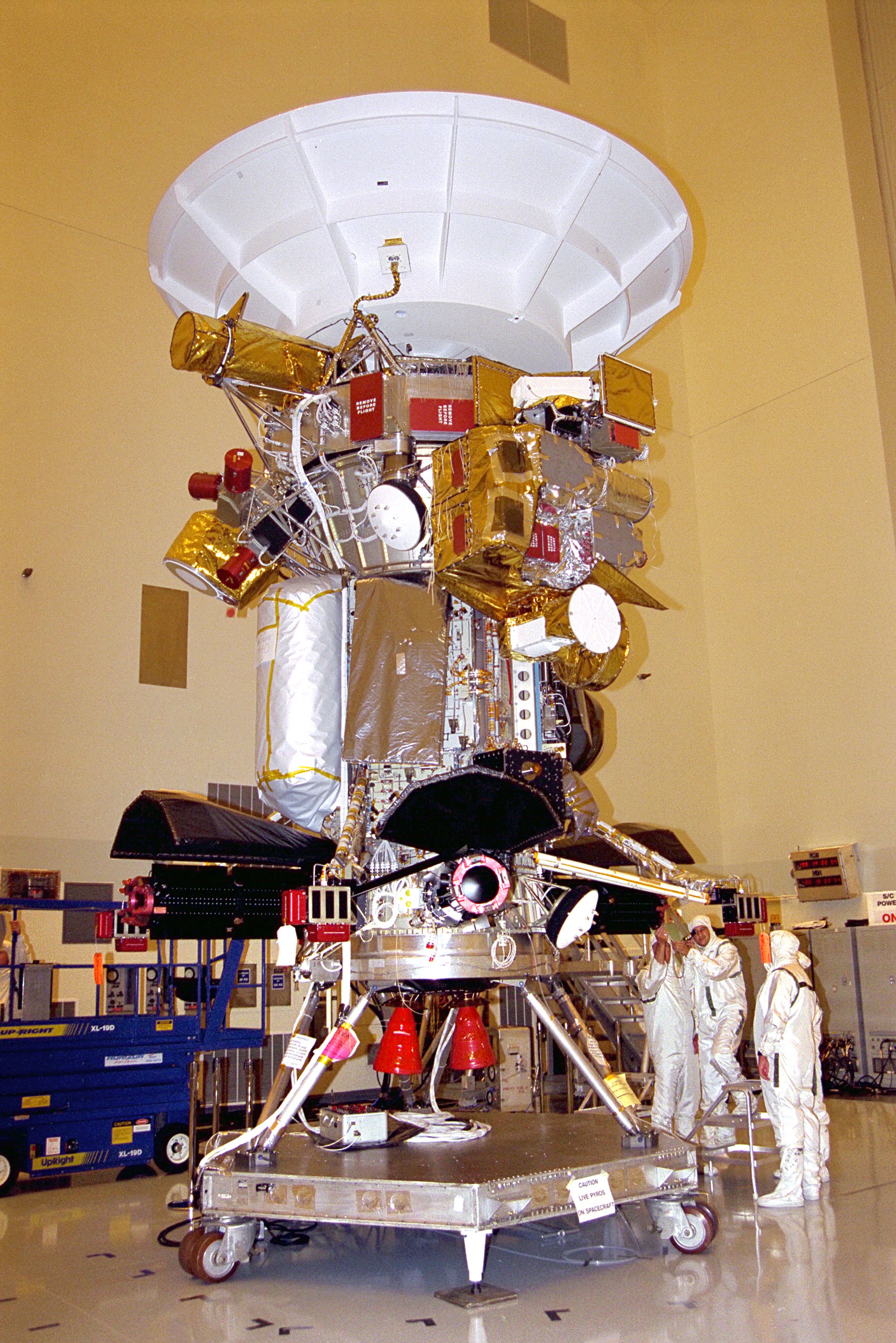
Специалисты Лаборатории реактивного движения НАСА тестируют «Кассини»

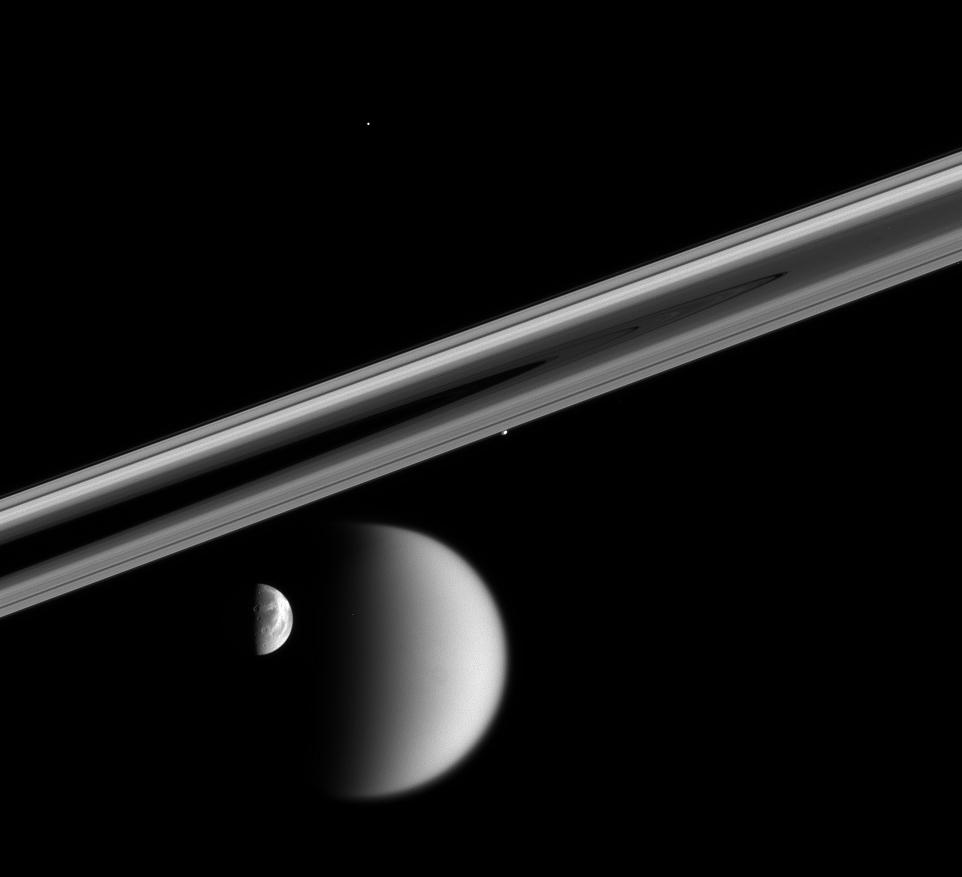
Четыре спутника и кольца Сатурна

Кольца Сатурна. Фото под углом 30° с расстояния 1,8 млн км в естественных цветах

«Кассини» (англ. Cassini orbiter) — космический зонд. Назван в честь итальянско-французского астронома Джованни Кассини. Часть космической программы «Кассини-Гюйгенс».
Запущен 15 октября 1997 года с космодрома на мысе Канаверал (штат Флорида) ракетой-носителем Titan IV-B с разгонным блоком Centaur.

## Задачи
- Исследование Сатурна
- Изучение колец Сатурна
- Изучение спутников Сатурна
- Доставка спускаемого аппарата «Гюйгенс» на Титан

## Конструкция
Параметры
- Вес при старте — 5710 кг, включая 320-килограммовый космический зонд «Гюйгенс», 336 кг научных приборов и 3130 кг топлива.
- Размеры станции составляют 6,7 м в высоту и 4 м в ширину.

На аппарате установлены два основных реактивных двигателя тягой по 445 ньютонов (двигатель продублирован на случай поломки). «Кассини» также оборудован 16-ю двигателями малой тяги, используемыми для стабилизации аппарата, а также при малых орбитальных маневрах.

### Инструментарий аппарата
Орбитальный блок «Кассини» несёт 12 научных приборов:
- Система получения изображений[прояснить].
- RADAR (инструмент для радиообнаружения, англ. The Radio Detection and Ranging Instrument) — радар для построения подробных карт поверхности Титана и спутников, а также для измерения высоты различных объектов на поверхности. Инструмент использует радиосигналы, отражённые поверхностью спутника. Также инструмент используется для прослушивания радиосигналов, испускаемых Сатурном и его спутниками[1].
- Масс-спектрометр ионов и нейтральных частиц.
- Спектрометр для получения карт в видимом диапазоне.
- Плазменный спектрометр.
- Спектрометр плазмы и радиоволн.
- Инфракрасный спектрометр.
- Ультрафиолетовый спектрометр-камера.
- Магнитосферная камера.
- Двойной магнитометр.
- Исследовательский радар (RSS).

### Ядерный термоэлектрический генератор

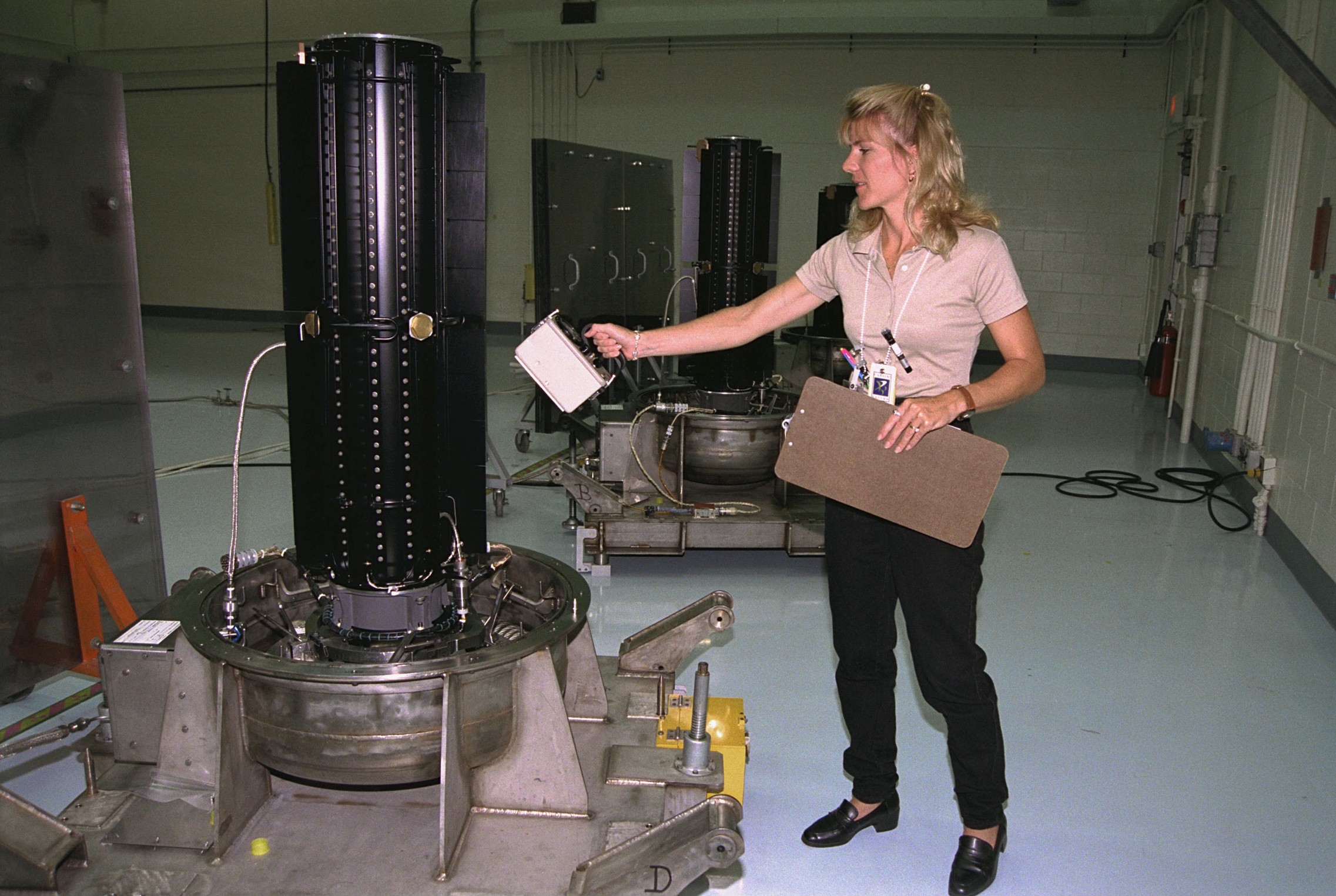
Предстартовая подготовка РИТЭГ

Из-за большой удалённости Сатурна от Солнца невозможно использовать солнечный свет как источник энергии для аппарата. Поэтому источником электроэнергии для «Кассини» служили три радиоизотопных термоэлектрических генератора (РИТЭГ) с плутониевым топливом (в виде диоксида плутония), по 11 килограммов топлива в каждом (всего 32,7 кг топлива, или 28,3 кг в пересчёте на чистый плутоний). Такие генераторы уже применялись для энергообеспечения других аппаратов, в частности «Галилео» и «Улисс», и рассчитаны на очень долгий срок работы.
В первые дни миссии установленные на «Кассини» РИТЭГи вырабатывали до 882,1 ватт. Впоследствии мощность экспоненциально падала (не только за счёт распада плутония, но и за счёт деградации материалов). К моменту выхода на орбиту вокруг Сатурна она составляла около 750 Вт, а к концу миссии — около 600 Вт, тогда как среднее энергопотребление за время миссии — 469 Вт.

### Компьютер
Аппарат содержит внушительную компьютерную начинку. Фактически каждый научный инструмент снабжён собственным микрокомпьютером, а все инженерные системы — двумя (с целью повышения надёжности). Основной компьютер — GVSC 1750A производства фирмы IBM. Компьютер спроектирован для применения в авиации и ранее доказал свою высокую надёжность в экстремальных условиях эксплуатации. Компьютерная система имеет многоступенчатую систему защиты от ошибок и сбоев. Хранение научной и служебной информации осуществляется с помощью не имеющей движущихся частей флеш-памяти (на предшествующих аппаратах использовалась магнитная лента).

## Полёт
Для разгона аппарат использовал гравитационное поле трёх планет. Он два раза пролетел рядом с Венерой — в 1998 и 1999 годах. Затем в августе 1999 года со скоростью 69 тысяч км/ч (примерно 19 км/с) прошёл около Земли. Зимой 2000 года пролетел мимо Юпитера, передав на Землю его фотографии. На этот момент система ориентации стала давать сбои, однако через некоторое время всё наладилось. Специалисты посчитали, что в маховики ненадолго попал мусор.
Станция прибыла к Сатурну 30 июня 2004 года и 1 июля стала первым искусственным спутником этой планеты. Его орбитальная скорость составила 15 км/с. Зонд «Гюйгенс», который «Кассини» нёс на борту, 14 января 2005 года впервые опустился на Титан.
В 2008 году НАСА продлило миссию «Кассини» до 2010 года.
В конце сентября 2010 года «Кассини» начал новый этап своей миссии, получивший название «Солнцестояние» (Solstice): срок работы аппарата продлён до 2017 года, а сам зонд даст учёным возможность впервые детально изучить весь сезонный период Сатурна.
Аппарат ждало несколько дополнительных сближений с Энцеладом, а также с другими спутниками газового гиганта.
Один из последних этапов миссии получил название «Орбиты, касающиеся колец» (англ. Ring-Grazing Orbits). Начиная с 30 ноября 2016 года «Кассини» сделает 20 оборотов вокруг Сатурна.
Последняя фаза жизни аппарата, получившая название «Большой финал» (англ. Grand Finale) по итогам голосования среди посетителей сайта НАСА, началась 23 апреля 2017 года. «Кассини» совершил 22 пролёта между Сатурном и его внутренним кольцом, которые позволили астрономам взглянуть на Сатурн и его спутники с новых ракурсов.
15 сентября 2017 года около 10:45 UTC «Кассини» завершил свою почти 20-летнюю миссию путём входа на большой скорости в атмосферу Сатурна. Причиной такого способа завершения миссии была объявлена необходимость предотвратить заражение земными микроорганизмами спутников Сатурна, на которых не исключено наличие собственной жизни. Во время входа в атмосферу аппарат около минуты передавал научные данные о её составе и условиях в ней, затем утратил ориентацию передающей антенны на Землю и вскоре сгорел в плотных слоях атмосферы. В связи с задержкой на прохождение радиосигнала от Сатурна, последний сигнал «Кассини» был получен на Земле в 11:55:06 UTC.